# Gennaro Trama
Gennaro Trama (Napoli, 18 settembre 1856 – Lecce, 9 novembre 1927) è stato un vescovo cattolico italiano.

## Biografia
Nacque il 18 settembre 1856 da Antonio e Angela Matacena.
Fu ordinato sacerdote il 18 dicembre 1880 dall'arcivescovo di Napoli Guglielmo Sanfelice d'Acquavella.
Il 22 dicembre 1901 venne consacrato vescovo titolare di Cafarnao dal cardinale Lucido Maria Parocchi.
Il 14 febbraio 1902 fu traslato alla diocesi di Lecce, dove celebrò il primo congresso mariano diocesano e il primo congresso eucaristico diocesano.
Fu uno dei primi sostenitori di Tito Schipa: lo aiutò ben volentieri a oltrepassare le soglie salentine.
Morì a Lecce il 9 novembre 1927, a 71 anni. È sepolto nella cripta del duomo di Lecce, con gli altri vescovi della città.

## Genealogia episcopale e successione apostolica
La genealogia episcopale è:
- Cardinale Scipione Rebiba
- Cardinale Giulio Antonio Santori
- Cardinale Girolamo Bernerio, O.P.
- Arcivescovo Galeazzo Sanvitale
- Cardinale Ludovico Ludovisi
- Cardinale Luigi Caetani
- Cardinale Ulderico Carpegna
- Cardinale Paluzzo Paluzzi Altieri degli Albertoni
- Papa Benedetto XIII
- Papa Benedetto XIV
- Papa Clemente XIII
- Cardinale Marcantonio Colonna
- Cardinale Giacinto Sigismondo Gerdil, B.
- Cardinale Giulio Maria della Somaglia
- Cardinale Carlo Odescalchi, S.I.
- Cardinale Costantino Patrizi Naro
- Cardinale Lucido Maria Parocchi
- Vescovo Gennaro Trama

La successione apostolica è:
- Vescovo Adolfo Verrienti (1910)
- Vescovo Angelo Petrelli (1913)
- Vescovo Giuseppe Signore (1918)
- Vescovo Oronzo Luciano Durante (1922)